# Драган Раденовић
Драган Раденовић (Сарајево, 12. април 1951) јесте српски уметник, професор универзитета и руски академик.

## Биографија

### Порекло
Рођен је у породици Радивоја Раденовића, официра ЈНА, и мајке Ранђије, рођене Максимовић. У браку Раденовића рођене су две кћерке и син.

### Образовање
Драган Раденовић је дипломирани правник. Радио је у Савезном секретаријату унутрашњих послова од 1973. до 1987. године, у Служби државне безбедности.
Био је Саветник за националну безбедност Државне заједнице Србија и Црна Гора 2003-2004.
Дипломирао је паралелно и на Одсеку вајарства Факултета примењених уметности у Београду 1982. године. Магистар је уметности и доктор филозофије.

### Достигнућа
Раденовић је дао највише доприноса на плану уметности, уметничке педагогије и теорије уметности. Његове скулптуре налазе се у значајним светским музејима и приватним колекцијама. Аутор је скулптура за две важне годишње награде у Холивуду, Калифорнија: Mary Pickford Award и Nikola Tesla Award. Добитник прве награде за скулптуру Taylor foundation за рад "Око Свевидећег" на изложби у Гран Палаис Париз 2010. године.
Излагао је на више десетина самосталних изложби и на неколико стотина колективних изложби у земљи и иностранству. Добитник је награда за уметничка остварења и допринос развоју теорије уметности. Атеље и парк скулптура вајара Раденовића налази се на Циганском брду изнад Гроцке, поред Београда.
Као професор уметничких академија предаје основну вајарску дисциплину —  моделовање и теорију језика визуелне комуникације. Члан је многих интернационалних уметничких и научних организација и учесник у значајним пројектима. Члан је Удружења ликовних уметника Србије од 1980. године, члан и оснивач YUSTAT-а. Члан сталешког удружења САД, Скулпторске гилде и Међународне асоцијације ликовних уметника при ОУН.
Био је секретар Одсека за логистику и системе у Центру за мултидисциплинарне студије Београдског универзитета 1979. године.
Члан је Руске академије ликовних уметности (Российская академия художеств, РАХ), коју је 1757. године основала царица Катарина Велика као Царску академију уметности. Тренутно је ова академија најстарија институција овог карактера у свету.

## Теоријска дела

### Монографије
- Petrović, Radmilo; Radenović, Dragan (2008): Kulturno nasleđe islama. Beograd: Atelje Vizantija.
- Petrović, Radmilo; Radenović, Dragan (2010): Dizajn i savremena umetnost. Beograd: Metaphysica.

### Огледи
- Раденовић, Драган; (2018): Модернизам и постмодернизам. У: Лукић, Александар (ур.): Филозофија етоса : споменица Симу Елаковићу. Београд: Српско филозофско друштво, стр. 218-221.
- Раденовић, Драган (2018): Фашизам, граница — запад : расправа о савременом фашизму. У: Филозофија и слобода. Београд : Српско филозофско друштво, стр. 211-219.

### Каталози изложби
- Раденовић, Драган (2008): Раденовић : скулптуре : Модерна галерија, Лазаревац, јун 2008. Лазаревац: Центар за културу.
- Раденовић, Драган; Radenović, Dragan (2009): Драган Раденовић : ево човека : изложба, Крагујевац, 2009. Београд: Графолик.
- Radenović, Dragan (2007): Dragan Radenović : raspeća : = crocifissioni. Beograd: R. Petrović; Ministarstvo kulture Srbije.
- Раденовић, Драган (2010): Выставка „Cë, человек - Ecce homo : Императорская академия художеств, Москва”, 2010. Београд: Графолик.
- Radenović, Dragan (2012): Radenović : skulptura, sculpture : čovek u savremenom svetu, main in a contemporary world : Оzone, 30. april — 6. maj 2012. Beograd: Ozone.
- Раденовић, Драган; Милеуснић, Драган; Живковић, Миодраг (2014): Живковић, Милеуснић, Раденовић : три : Национална галерија, Београд, 17. јун-17. јул 2014. год. Уредио Горча Стаменковић. Београд: Д. Раденовић.
- Раденовић, Драган (2015): Драган Раденовић : гавран ананда у савременом свету : скулптуре : Културни центар Новог Сада, Трибина младих, август 2015. Нови Сад: Културни центар Новог Сада.